# Янніс Фетфадзидіс
Янніс Фетфадзидіс (грец. Γιάννης Φετφατζίδης, нар. 21 грудня 1990, Драма) — грецький футболіст, півзахисник «Аріса» (Салоніки) та національної збірної Греції.
Триразовий чемпіон Греції та дворазовий володар Кубка Греції.

## Клубна кар'єра
Народився 21 грудня 1990 року в місті Драма. Вихованець футбольної школи клубу «Олімпіакос» з міста Пірей. Дорослу футбольну кар'єру розпочав 2009 року в основній команді того ж клубу, в якій провів чотири сезони, взявши участь у 52 матчах чемпіонату.
У вересні 2013 року за 4 мільйони євро перейшов до італійського «Дженоа» і у першому сезоні був основним гравцем команди, проте з сезону 2014/15 став рідко залучатись до матчів генуезців, через що першу половину 2015 року провів на правах оренди за «К'єво», де також нечасто виходив на поле зігравши лише у 4 матчах Серії А.
30 липня 2015 підписав контракт на три роки з саудівським клубом «Аль-Аглі». Протягом цих років відіграв за саудівську команду 100 матчів у всіх турнірах, забивши 21 гол. 2016 року виграв у її складі національний чемпіонат, Суперкубок та Королівський кубок Саудівської Аравії.
2018 року повернувся на батьківщину, де приєднався до «Олімпіакоса». Утім повернути собі місце в основному складі рідної команди гравцеві не вдалося і в лютому наступного року він уклав контракт з «Арісом», Угода була розрахована лише до кінця сезону 2018/19, але згодом була подовжена на два роки, до літа 2021.

## Виступи за збірну
Залучався до складу молодіжної збірної Греції. На молодіжному рівні зіграв у 4 офіційних матчах.
8 жовтня 2010 року дебютував в офіційних матчах у складі національної збірної Греції в товариській грі проти збірної Латвії на стадіоні «Караїскакіс», на 82-й хвилині замінивши Сотіріса Нініса.
Свій перший гол за національну команду забив у товариському матчі проти збірної Канади. Інші два його м'яча припали на відбіркові матч Євро-2012 проти збірної Мальти (3:1).
2012 року заявлений до основного складу збірної на Євро-2012, проте на поле жодного разу так і не вийшов.
2014 року був включений до заявки збірної на тогорічний чемпіонат світу у Бразилії, де зіграв у двох матчах, але його збірна не вийшла з групи.
Наразі провів у формі головної команди країни 27 матчів, забивши 3 голи.
| Дата       | Місто                       | Господарі            | Результат | Гості                | Турнір                  | Голи | Примітки |
| ---------- | --------------------------- | -------------------- | --------- | -------------------- | ----------------------- | ---- | -------- |
| 8-10-2010  | Пірей                       | Греція               | 1 – 0     | Латвія               | Відбір до ЧЄ 2012       | -    | 82'      |
| 12-10-2010 | Пірей                       | Греція               | 2 – 1     | Ізраїль              | Відбір до ЧЄ 2012       | -    | 15'      |
| 17-11-2010 | Відень                      | Австрія              | 1 – 2     | Греція               | товариський матч        | -    | 71'      |
| 9-2-2011   | Лариса                      | Греція               | 1 – 0     | Канада               | товариський матч        | 1    |          |
| 26-3-2011  | Та-Калі                     | Мальта               | 0 – 1     | Греція               | Відбір до ЧЄ 2012       | -    | 61'      |
| 29-3-2011  | Афіни                       | Греція               | 0 – 0     | Польща               | товариський матч        | -    | 76'      |
| 4-6-2011   | Афіни                       | Греція               | 3 – 1     | Мальта               | Відбір до ЧЄ 2012       | 2    |          |
| 7-6-2011   | Афіни                       | Греція               | 1 – 1     | Еквадор              | товариський матч        | -    | 63'      |
| 10-8-2011  | Сараєво                     | Боснія і Герцеговина | 0 – 0     | Греція               | товариський матч        | -    | 46'      |
| 2-9-2011   | Тель-Авів                   | Ізраїль              | 0 – 1     | Греція               | Відбір до ЧЄ 2012       | -    | 77'      |
| 6-9-2011   | Рига                        | Латвія               | 1 – 1     | Греція               | Відбір до ЧЄ 2012       | -    | 46'      |
| 29-2-2012  | Іракліон                    | Греція               | 1 – 1     | Бельгія              | товариський матч        | -    | 85'      |
| 31-5-2012  | Куфштайн                    | Вірменія             | 0 – 1     | Греція               | товариський матч        | -    | 60'      |
| 10-9-2013  | Афіни                       | Греція               | 1 – 0     | Латвія               | Відбір до ЧС 2014       | -    | 88'      |
| 11-10-2013 | Пірей                       | Греція               | 1 – 0     | Словаччина           | Відбір до ЧС 2014       | -    | 89'      |
| 5-3-2014   | Пірей                       | Греція               | 0 – 2     | Південна Корея       | товариський матч        | -    | 60'      |
| 31-5-2014  | Лісабон                     | Португалія           | 0 – 0     | Греція               | товариський матч        | -    | 63'      |
| 3-6-2014   | Честер (місто)              | Нігерія              | 0 – 0     | Греція               | товариський матч        | -    | 74'      |
| 6-6-2014   | Гаррісон                    | Болівія              | 1 – 2     | Греція               | товариський матч        | -    | 58'      |
| 14-6-2014  | Белу-Оризонті               | Колумбія             | 3 – 0     | Греція               | ЧС 2014 - груповий етап | -    | 58'      |
| 20-6-2014  | Натал (Ріу-Гранді-ду-Норті) | Японія               | 0 – 0     | Греція               | ЧС 2014 - груповий етап | -    | 41'      |
| 29-3-2015  | Будапешт                    | Угорщина             | 0 – 0     | Греція               | Відбір до ЧЄ 2016       | -    | 77'      |
| 13-6-2015  | Торсгавн                    | Фарерські острови    | 2 – 1     | Греція               | Відбір до ЧЄ 2016       | -    | 71'      |
| 16-6-2015  | Гданськ                     | Польща               | 0 – 0     | Греція               | товариський матч        | -    | 70'      |
| 7-9-2015   | Бухарест                    | Румунія              | 0 – 0     | Греція               | Відбір до ЧЄ 2016       | -    | 46'      |
| 8-9-2019   | Марусі                      | Греція               | 1 – 1     | Ліхтенштейн          | Відбір до ЧЄ 2020       | -    | 68'      |
| 15-10-2019 | Афіни                       | Греція               | 2 – 1     | Боснія і Герцеговина | Відбір до ЧЄ 2020       | -    | 84'      |
| Усього     |                             | Матчів               | 27        |                      | Голів                   | 3    |          |

## Титули і досягнення
- Чемпіон Греції (3):

«Олімпіакос»: 2010-11, 2011-12, 2012-13
- Володар Кубка Греції (2):

«Олімпіакос»:  2011–12, 2012–13
- Чемпіон Саудівської Аравії (1):

«Аль-Аглі»: 2015-16
- Володар Суперкубка Саудівської Аравії (1):

«Аль-Аглі»: 2016
- Володар Королівського кубка Саудівської Аравії (1):

«Аль-Аглі»: 2015-16